# أنا كوبا
أنا كوبا (بالإسبانية: Soy Cuba)‏ هو فيلم كوبي سوفيتي مشترك صدر سنة 1964، من إخراج ميخائيل كالاتوزوف ومن إنتاج موسفيلم. لم ينتشر الفيلم بشكل كبير حين صدوره وظل محفوظاً في الإرشيف السينمائي الروسي حتى عام 1995 حيث تم إعادة اكتشافه وعرضه في الولايات المتحدة. وأحدث الفيلم ضجة كبيرة وموجة من الإعجاب في الأوساط السينمائية الأميركية رغم العداء الأميركي التقليدي للشيوعية ورغم مضي أكثر من 30 عاما آنذاك على صدور الفيلم.
أعتمد فيلم أنا كوبا على عدد قليل من الممثلين المحترفين، وعلى عدد كبير من الممثلين الهواة، وأشخاص عاديين من فلاحين وطلاب جامعة هافانا، الذين قاموا بأدوارهم بتلقائية.

## القصة
يتكون الفيلم من أربعة أجزاء ويتحدث عن الثورة الكوبية والأيام الأخيرة للديكتاتور فولغينسيو باتيستا وأوضاع البلد الذي كان يعمه الفساد. ثم ينتقل للثورة ضد الظلم بقيادة فيدل كاسترو ويُظهر المظاهرات والمواجهات

## وصلات خارجية
- أنا كوبا على موقع IMDb (الإنجليزية)
- أنا كوبا على موقع روتن توميتوز (الإنجليزية)
- أنا كوبا على موقع نتفليكس (الإنجليزية)
- أنا كوبا على موقع ألو سيني (الفرنسية)
- أنا كوبا على موقع Turner Classic Movies (الإنجليزية)
- أنا كوبا على موقع أول موفي (الإنجليزية)
- أنا كوبا على موقع فيلمافينيتي (الإسبانية)
- أنا كوبا على موقع قاعدة بيانات الفيلم (الإنجليزية)
- أنا كوبا على موقع ليتربوكسد (الإنجليزية)
- أنا كوبا على موقع كينوبويسك (الروسية)